# 紙魚丸
紙魚丸（しみまる）は、日本の漫画家、イラストレーター。

## 人物
2010年にコアマガジン社『メガストアα』で成年誌デビュー。2014年から集英社『ウルトラジャンプ』にて『惰性67パーセント』を連載。

## 作品リスト

### 成人向け

#### 漫画作品（成人向け）
- 『JUNK LAND』コアマガジン〈メガストアコミックス333〉、2012年1月31日発行（同日発売[2]）、ISBN 978-4-86436-176-7、2013年にピンクパイナップルよりOVA化[3]。
- 『QUEENS GAME』コアマガジン〈メガストアコミックス400〉、2014年2月28日発行（同日発売[4]）、ISBN 978-4-86436-597-0
- 『KILLER QUEEN』コアマガジン〈メガストアコミックス479〉、2016年6月14日発行（2016年5月16日発売[5]）、ISBN 978-4-86436-912-1
- 『Sweet and Hot』コアマガジン〈メガストアコミックス720〉、2023年4月14日発行（2023年3月31日発売[6]）、ISBN 978-4-86653-686-6

#### イラスト（成人向け）
- 『マニアックノベルハード 蕾秘 Vol.01』三和出版、2012年12月20日発行（同日発売[7]）、ISBN 978-4-77690-931-6、挿絵
- 『マニアックノベルハード 蕾秘 Vol.02』三和出版、2013年2月20日発行（同日発売[8]）、ISBN 978-4-77690-966-8、挿絵
- 『マニアックノベルハード 蕾秘 Vol.03』三和出版、2013年4月20日発行（同日発売[9]）、ISBN 978-4-77691-007-7、挿絵

### 一般向け

#### 漫画作品（一般向け）
- 『惰性67パーセント』集英社〈ヤングジャンプ コミックス ウルトラ〉全9巻（『ウルトラジャンプ』2014年8月号[10] - 2022年7月号[11]）
- ガレージキット分からない（『ヤングキング』2021年19号[12]、2022年13号[13]）
- ゴーストストリップ（『ウルトラジャンプ』2022年9月号[14]）
- 『オタク君の性癖を一生歪めていく異種族娘たち』KADOKAWA〈カドコミ〉既刊1巻（『カドコミ』2024年5月25日 - 連載中）
  1. 2025年1月7日発売[15][16]、ISBN 978-4-04-683308-2

#### イラスト（一般向け）
- 『巨乳メガネ〜メガネ美少女といちゃラブしちゃう〜アンソロジーコミック』2018年6月27日発行（同日発売[17]）、一迅社〈REXコミックス〉、ISBN 978-4-7580-6749-2、カバーイラスト
- 『俺たち青春浪費中、魔法少女と世界を救う。』 2020年10月7日発行（同日発売[18]）、著：佐藤悪糖、講談社〈レジェンドノベルス〉、ISBN 978-4-06521-516-6、挿絵